# پناهگاه حیات وحش فریدون‌کنار
پناهگاه حیات وحش فریدونکنار یک پناهگاه حیات وحش با مساحت ۴۷ هکتار است که در استان مازندران در ایران قرار دارد. این پناهگاه حیات وحش طبق مصوبهٔ شمارهٔ ۵۷۷ در تاریخ ۱۳۵۴/۵/۲۱ در فهرست مناطق تحت حفاظت سازمان محیط زیست ایران قرار گرفت.